# Dave Cressman
David Gregory Cressman (Kanada, Ontario, Kitchener, 1950. január 2. –) profi jégkorongozó.

## Karrier
Junior karrierjét az OHA-beli Kitchener Rangersben kezdte 1967-ben. Itt három idényt töltött. Az 1970-es NHL-amatőr drafton a Minnesota North Stars választotta ki a negyedik kör 48. helyén. A draft után három szezont játszott a Galt Hornetsben mely az OHASr-ben szereplő csapat volt. Az 1973–1974-es szezont az IHL-es Saginaw Gearsben töltötte. Az 1974–1975-ös idényt az AHL-es New Haven Nighthawksban játszotta mikor a North Stars öt mérkőzésre felhívta őt az NHL-be. A következő szezont is az NHL-ben töltötte. 1976–1977-ben az AHL-es New Haven Nighthawks játszotta. Két szezont szerepelt a Cambridge Hornetsben. Végül 1980-ban visszavonult. A játékos karrier után edzősködött három szezont.

## Díjai
- Allan-kupa: 1971
- IHL Második All-Star Csapat: 1974